# Ligne de Feldkirch à Buchs
La ligne de Feldkirch à Buchs est une ligne ferroviaire internationale, qui débute en Autriche, traverse le Liechtenstein et aboutit en Suisse.

## Histoire
Le 27 août 1870, un traité entre la Suisse et l'Autriche-Hongrie, qui représente le  Liechtenstein, permet la construction d'une ligne de Feldkirch, en Autriche-Hongrie à Buchs en Suisse, le concessionnaire est la compagnie de chemin de fer du Vorarlberg.
Le 24 octobre 1872, la compagnie de chemin de fer du Vorarlberg met en service la ligne de Feldkirch à Buchs. L'électrification de la ligne de Feldkirch à Buchs est mise en service le 16 décembre 1926.

## Caractéristiques

### Tracé
La voie ferrée part de la gare de Feldkirch, suit la ligne du Vorarlberg sur 1 km en direction du nord-est et tourne autour de l'Ardetzenberg pendant 8 km avec un arrêt à Altenstadt et à Gisingen avant de traverser l'Ill. Ensuite, la ligne traverse Tosters sans arrêt, puis marque un arrêt à Tisis après un virage serré (150 à 180 m de rayon), jusqu'à atteindre la frontière entre l'Autriche et le Liechtenstein. La voie longe la Landstrasse entre Schaanwald et Nendeln. La gare de Nendeln à deux voies à quai sur 700 m pour permettre le croisement des trains. La ligne s'écarte de la route en traversant des champs en direction de Schaan, avec un arrêt intermédiaire à Forst-Hilti. La ligne effectue ensuite un virage vers l'ouest, traverse le Rhin faisant office de frontière entre la Suisse et le Liechtenstein, effectue une deuxième courbe vers le nord et se connecte aux voies des CFF à la gare de Buchs.

## Exploitation
La ligne est exploitée par des trains régionaux de la ÖBB desservant (presque) tous les arrêts entre la gare de Feldkirch et la gare de Buchs.
Des trains de voyageurs Railjet, EuroCity, EuroNight et des trains de marchandises empruntent aussi cette ligne.

## Projet
Le projet de « S-Bahn FL.A.CH », avec l'ajout d'une seconde voie sur la majeure partie de son tracé est prévu depuis 2009. Le Liechtenstein a cependant suspendu le projet depuis 2014 en raison du désaccord avec l'Autriche portant sur la clé de répartition financière.  Le gouvernement du Liechtenstein doit se positionner courant 2019 quant à la poursuite ou à l'abandon du projet.